# Carsten Schmelzer
Carsten Schmelzer (* 1964) ist ein deutscher Musiker und Musikproduzent aus Berlin.

## Leben
Mit 6 Jahren begann Schmelzer, Klavier zu spielen, und bekam auch Klavierunterricht. Mit 15 fing er an, E-Bass zu spielen. Carsten Schmelzer machte mit 18 Jahren sein Abitur und wandte sich dann der Laufbahn als Profi-Bassist zu.
1988 machte er für ein Jahr ein Musikstudium am Bass Institute of Technology (BIT) in Los Angeles. 1989 machte Schmelzer seinen Abschluss mit der Auszeichnung ‘Honors‘. Er war als Freelancer und Bandmitglied tätig – u. a. mit Jennifer Rush, Romy Haag, der Petra Zieger Band, Rosenstolz, Renft, Potsch Potschka (Spliff), Frank Diez (Peter Maffay), Jean-Jacques Kravetz (Lindenberg), der Joey Albrecht Band (Kartago), Pete Wyoming Bender, RAD, Village Voices, TrioRio und diversen anderen Bands verschiedenster Stilrichtungen.
1990 gewann Carsten Schmelzer dann den Berliner Studio-Jazz-Wettbewerb mit der Band The Visit. Im Jahr 2006 komponierte er die Musik für die Emmy-Award-Gewinner-Serie I got a rocket (dt. Rocket & Ich) (2008). 2008 gründete Schmelzer das Produktions-Team „3Berlin“ zusammen mit Tobias Weyrauch und Diane Weigmann.

## Diskografie

### Instrumente und Performance (Auswahl)
- 1992:  Klaus Gertken Trio – Someone Blind
- 1994:  Klaus Gertken Trio – Insen
- 1994:  Klaus Gertken Trio – Melo
- 1994:  Petra Zieger Band
- 1995:  Paul Brody Oktett – Turtle Paradise
- 1996:  Materia (2) – No Day To Talk
- 1996:  uTe kA Band* – Cosmopolitan
- 1998:  Potsch Potschka – Vamos
- 1998:  Rosenstolz – Alles Gute
- 2000:  Various – Ostrock In Klassik Volume II
- 2004:  Planetão (Live at Quasimodo)
- 2011:  Kapelle Weyerer – unstillbar
- 2012:  Rumpelstil – Das Traumsandorchester
- 2013:  All the luck in the world – All the luck in the world
- 2015:  Nils – Alley Cat (USA)
- 2016:  Rio Reiser – Blackbox Rio Reiser
- 2018:  Die große Ass-Dur Weihnachts-Show
- 2020:  Nils – Caught in the Groove (USA)

### Writing & Arrangement (Auswahl)
- 2001:  Drew Sarich (Say it)
- 2001:  La Nota (Carnaval Cultural)
- 2006:  Werner Bettge (Wenn der Himmel leer ist)
- 2005:  Produktion Radio-Jingles für Jazz Radio LA mit John Scorfield
- 2010:  TrioRio & Vladimir Karparov (Christmas Samba)
- 2012:  3Berlin – Bobby Car (Das Original-Liederalbum)
- 2012:  3Berlin – Summ, Summ, Summ (Die beliebtesten Kindergartenlieder)
- 2013:  3Berlin – Die Schönsten & Besten Partylieder Für Kinder
- 2013:  3Berlin – Summ, Summ, Summ (Die beliebtesten Weihnachtslieder)
- 2014:  3Berlin – Summ, Summ, Summ (Die beliebtesten Karnevalslieder)
- 2014:  3Berlin – Summ, Summ, Summ (Die beliebtesten Bewegungslieder)
- 2014:  3Berlin – Summ, Summ, Summ (Die beliebtesten Schlaflieder)
- 2013:  3Berlin – Von Farbenfeen und Stinkesocken
- 2016:  Various – Neue Deutsche Kindermusik (Tanzlied)
- 2016:  3Berlin – Nicht Von Schlechten Eltern 1
- 2018:  3Berlin – Nicht Von Schlechten Eltern 2
- 2019:  3Berlin – Schlafmützen (Lieder zum Kuscheln und Einschlafen)
- 2019:  3Berlin – Summ, Summ, Summ (Die beliebtesten Partylieder)
- 2019:  3Berlin – Der Grüffelo (Das Liederalbum)
- 2019:  Various – KIKA Party-Hits (Ich Hab's; Erfinderlied)[4]
- 2020:  3Berlin – Frederick und seine Freunde (Das Liederalbum)
- 2020:  3Berlin – Alea Aquarius (Die Songs)
- 2020:  3Berlin – Lauras Stern (Das Liederalbum zum Kinofilm)
- 2021:  3Berlin – Janosch – Oh wie schön ist Panama
- 2021:  3Berlin – Liedergeschichten vom Sandmann
- 2022:  3Berlin & Sasha – Singen & Bewegen
- 2022:  3Berlin – Von Monsterstreiks und Kissenschlachten
- 2022:  3Berlin & Robert Metcalf – Happy Christmas
- 2023:  3Berlin – Summ Summ Summ Schlaflieder 2
- 2023:  3Berlin  – Abenteuer Weltall
- 2023:  Sasha – Toto und der Mann im Mond

## Auszeichnungen

### Rocket & Ich
- Emmy Award 2008 (Children Daytime Approaches)
- AFI Award 2007 (Best Children ́s Television Drama)
- L ́Oreal Paris Nomination 2007

### „Schmock“ – Kurzfilm
- Murnau Kurzfilm Preis 2005

### „Muxmäuschenstill“
- Max Ophüls Preis 2004
- Deutscher Filmpreis 2004 (Bester Spielfilm Nominierung)[5][6]